# Cladonia dimorphoclada
Cladonia dimorphoclada Robbins. (Ahti 2000), è una specie di lichene appartenente al genere Cladonia, dell'ordine Lecanorales.
Il nome proprio deriva dal greco δίμορφος, cioè dìmorphos, che significa che ha due forme, e κλὰδος, cioè klàdos, che significa ramo, ramoscello, ad indicare le forme delle diramazioni dei podezi.

## Caratteristiche fisiche
Il fotobionte è principalmente un'alga verde delle Trentepohlia.

## Località di ritrovamento
La specie è stata rinvenuta nelle seguenti località:
- USA (Alabama, Wrightsville, nella Carolina del Nord, Connecticut, Maine, New Jersey, New York, Vermont, Virginia Occidentale, Wisconsin)

## Tassonomia
Questa specie appartiene alla sezione Unciales; nell'ambito di questa sezione appartiene al gruppo C. boryi, caratterizzato dalla formazione di piccoli cristalli sulle parti apicali dei podezi, assieme a C. boryi, C. caroliniana, C. nipponica, C. kanewskii, C. pachycladodes, C. subreticulata, C. substellata e C. zopfii.
A tutto il 2008 non sono state identificate forme, sottospecie e varietà.